# Rodolfo Micheli
Rodolfo Joaquín Miceli (ur. 24 kwietnia 1930, zm. 28 grudnia 2022) – piłkarz argentyński noszący przydomek Micheli, napastnik (prawoskrzydłowy). Później trener. Przydomek przyjął się powszechnie jako nazwisko piłkarza.
Urodzony w Munro Micheli w piłkę zaczął grać w 1939 roku w klubie Honor y Patria Buenos Aires, a od 1943 roku w drużynie San José de Florida. W 1944 roku uczył się gry w piłkę w klubie CA Independiente. W 1950 roku rozpoczął zawodową karierę piłkarską w klubie Argentino de CA Argentino de Quilmes, skąd w 1952 roku przeszedł do Independiente.
Jako gracz klubu Independiente wziął udział w turnieju Copa América 1955, gdzie Argentyna zdobyła tytuł mistrza Ameryki Południowej. Micheli zagrał we wszystkich pięciu meczach - z Paragwajem (zdobył 4 bramki), Ekwadorem (zdobył 1 bramkę), Peru, Urugwajem (zdobył 2 bramki) i Chile (zdobył 1 bramkę, po czym w 82 minucie zmienił go Santiago Vernazza). Jako zdobywca 8 bramek został królem strzelców turnieju.
W następnym roku wziął udział w turnieju Copa América 1956, gdzie Argentyna została wicemistrzem Ameryki Południowej. Micheli zagrał w trzech meczach - z Peru (w 83 minucie zmienił go Luis Pentrelli), Chile i Paragwajem (grał tylko w pierwszej połowie - w przerwie zastąpił go Luis Pentrelli).
Później wziął udział w Copa del Atlántico 1956, gdzie Argentyna zajęła drugie miejsce. Micheli zagrał tylko w bezbramkowym meczu z Brazylią.
W Independiente Micheli grał do 1957 roku - rozegrał w tym klubie 147 meczów i zdobył 52 bramki. W 1958 roku był graczem klubu River Plate, w którym rozegrał tylko 2 mecze. W 1959 roku był piłkarzem klubu CA Huracán, w którym rozegrał 14 meczów i zdobył 3 bramki. W pierwszej lidze argentyńskiej Micheli rozegrał łącznie 170 meczów i zdobył 56 bramek.
Micheli był również graczem kolumbijskiego klubu Millonarios FC, z którym dotarł do półfinału pierwszej edycji Pucharu Wyzwolicicieli (Copa Libertadores 1960).
W 1961 roku zakończył karierę w klubie CA Platense. W reprezentacji Argentyny w latach 1953–1956 rozegrał 13 meczów i zdobył 10 bramek.
Po zakończeniu kariery piłkarskiej został trenerem - pracował m.in. w klubie Los Andes Buenos Aires z żeńską drużyną piłkarską.